# 開明町
座標: 北緯34度42分59.657秒 東経135度24分51.901秒 / 北緯34.71657139度 東経135.41441694度
開明町（かいめいちょう）は、兵庫県尼崎市にある町丁。1丁目から3丁目まである。郵便番号は660-0862。

## 地理
東は庄下川を挟んで北城内、南城内に接する。西は寺町、東桜木町に接する。北は御園町、南は西本町と接する。

## 交通
鉄道は当町には走っていなく、バスは70番が通っているがバス停はない。

## 校区
出典
| 丁目 | 小学校     | 中学校     |
| ---- | ---------- | ---------- |
| 1    | 明城小学校 | 成良中学校 |
| 2    | 明城小学校 | 成良中学校 |
| 3    | 明城小学校 | 成良中学校 |

## 施設

### 2丁目
- 尼崎市役所開明庁舎

### 3丁目
- 尼崎信用金庫本店
- 尼崎市法華宗大本山本興寺